# Łomna (Słowacja)
Łomna (słow. Lomná) – wieś (obec) w północnej Słowacji, w powiecie Namiestów, w kraju żylińskim. Została założona pod koniec XVI wieku na prawie wołoskim; pierwsza wzmianka o niej pochodzi z 1609 roku.